# Tang Hồng
Tang Hồng (chữ Hán: 臧洪; ?-195), tên tự là Tử Nguyên (子源), là tướng nhà Đông Hán trong lịch sử Trung Quốc. Ông tham gia cuộc chiến giữa các chư hầu trước khi hình thành cục diện Tam Quốc.

## Trong hội minh chư hầu
Tang Hồng sinh năm nào không rõ, người Xạ Dương quận Quảng Lăng. Ông giữ chức Công tào của thái thú quận Quảng Lăng là Trương Siêu.
Năm 189, Hán Linh Đế mất, Hán Thiếu Đế lên thay. Quân phiệt Đổng Trác mang quân vào Lạc Dương phế Thiếu đế, lập Hiến đế và thao túng triều đình khiến nhiều người bất bình. Năm 190, Viên Thiệu kêu gọi các chư hầu nổi dậy chống Đổng Trác.
Nghe lời kêu gọi của Viên Thiệu, Tang Hồng khuyên Trương Siêu nên hưởng ứng để cứu nhà Hán. Trương Siêu nghe theo, cùng anh là Trương Mạo mang quân đến hội ở Toan Cức. Các chư hầu nhất trí tôn Viên Thiệu làm minh chủ. Khi làm lễ ăn thề, Tang Hồng là người được các chư hầu nhất trí cử ra bưng mâm sáp huyết và đọc lời minh thệ.
Đổng Trác thua trận, bỏ Lạc Dương mang vua Hán Hiến Đế chạy sang Trường An. Viên Thiệu chủ trương lập hoàng thân Lưu Ngu đang làm châu mục U châu làm vua mới để đối địch với Đổng Trác. Việc đó được giao cho Trương Siêu đi triệu Lưu Ngu. Tang Hồng nhận lệnh Trương Siêu tới huyện Tô gặp Lưu Ngu. Tuy nhiên, Lưu Ngu từ chối làm vua, vì vậy việc đó không thành.
Khi Tang Hồng ở chỗ Lưu Ngu trở về báo cho Viên Thiệu thì các chư hầu có toan tính riêng và liên minh đánh Đổng Trác tan rã, ai nấy trở về căn cứ của mình. Viên Thiệu thấy Tang Hồng có tài, bèn giữ ông lại, cho làm thứ sử Thanh châu.

## Chết cùng họ Trương
Tang Hồng làm thứ sử Thanh châu trong 2 năm, cai trị tốt vùng này, được Viên Thiệu tín nhiệm.
Lúc đó các quân phiệt gây chiến đánh lẫn nhau để mở rộng thế lực. Năm 192, Tào Tháo mới chiếm được Đông quận từ tay quân khởi nghĩa Khăn Vàng. Anh em Trương Siêu và Trương Mạo lúc đầu ủng hộ Tào Tháo nhưng sau đó thấy Tào Tháo tàn sát người Từ châu trong việc báo thù cho cha là Tào Tung nên quay sang ủng hộ Lã Bố, giúp Lã Bố tranh giành đất đai Duyện châu với Tào Tháo. Viên Thiệu muốn đối phó với Tào Tháo bèn sai Tang Hồng đến làm thái thú Đông quận để thế chức Tào Tháo nhân lúc Tào Tháo phải chinh chiến với Lã Bố.
Sang năm 194, Lữ Bố bị Tào Tháo dùng kế đánh thua mấy trận, bỏ chạy sang Từ châu theo Lưu Bị. Tào Tháo không còn địch thủ ở Duyện châu, dốc toàn quân tới đánh thành Ung Khâu của Trương Siêu để trả thù. Trương Mạo gửi lại gia quyến cho Trương Siêu và chạy đến Hoài Nam cầu cứu Viên Thuật, nhưng trên đường bị giết chết.
Tang Hồng ở Đông quận nghe tin Ung Khâu bị vây hãm, thế lực yếu, tự liệu không thể cứu nổi, bèn sai người đồng hương là Trần Dung đến Ký châu cầu cứu Viên Thiệu. Viên Thiệu không đồng ý phát binh. Tang Hồng kêu khóc mấy lần, xin Viên Thiệu cứu Trương Siêu nhưng Viên Thiệu không thay đổi ý định. Cuối cùng, Trương Siêu giữ thành được 4 tháng, không chống nổi quân Tào. Tào Tháo hạ được thành Ung Khâu, Trương Siêu tự sát.
Nghe tin Trương Siêu chết, Tang Hồng oán hận Viên Thiệu, bèn tuyệt giao với Thiệu. Viên Thiệu nổi giận, mang quân đến đánh Đông quận. Tang Hồng cố thủ trong thành. Viên Thiệu sai thủ hạ là Trần Lâm - người đồng hương của Tang Hồng - viết thư dụ hàng ông, khuyên ông không nên vì người chủ đã qua đời mà chống lại Viên Thiệu và hại tính mạng toàn dân trong thành. Sau hai lần Trần Lâm gửi thư, Tang Hồng trả lời, kể tội Viên Thiệu từng bội ước giết các ân nhân Trương Đạo và Lưu Huân nên không thể là người tốt.
Trần Lâm được thư ông, bèn đưa lại cho Viên Thiệu. Viên Thiệu bèn thúc quân đánh gấp thành. Tang Hồng vốn hy vọng 3 cánh quân cứu viện của các sứ quân Công Tôn Toản, Viên Thuật và thủ lĩnh quân khởi nghĩa Khăn Vàng tại Hắc Sơn là Trương Yên đến cứu hoặc tấn công Nghiệp Thành của Viên Thiệu để gián tiếp chi viện. Tuy nhiên cả ba người đều không phát binh.
Thành bị vây hơn 1 năm, trong thành gần 8000 người cùng sống chết với Tang Hồng. Đến khi hết lương, nhiều người bị chết đói nhưng vẫn không ra hàng Viên Thiệu. Cuối cùng thành Đông quận bị hạ, Tang Hồng bị Viên Thiệu bắt sống.
Viên Thiệu vẫn muốn dùng ông, bèn dụ hàng, nhưng Tang Hồng cự tuyệt, mắng Viên Thiệu:
Ta đã thấy ngươi gọi Trương Mạo là ca ca, Trương Siêu thượng ty của ta đương nhiên cũng là em của ngươi. Thế mà ngươi cầm trọng binh trong tay mà bỏ mặc không cứu. Ngươi phụ ơn dày của nhà Hán đối với ngươi, phụ lòng kỳ vọng của nhân sĩ thiên hạ với ngươi, tạ hận không dùng dao chém chết ngươi để trả thù cho thiên hạ!
Trần Dung từng là sứ giả của Tang Hồng đến chỗ Viên Thiệu được Thiệu giữ lại cũng có mặt ở đó, bèn khuyên Viên Thiệu dừng tay nhưng Thiệu không nghe. Trần Dung bèn mắng Thiệu và quyết chết với Tang Hồng.
Viên Thiệu sai đem cả Tang Hồng và Trần Dung ra xử tử.
Các sử gia Trung Quốc bình luận rằng: Đáng tiếc là Tang Hồng cùng anh em họ Trương nghĩa khí như vậy lại chết vì một kẻ không ra gì như Lã Bố!